# Senven-Léhart
Senven-Léhart (bret. Senven-Lehard) – miejscowość i gmina we Francji, w regionie Bretania, w departamencie Côtes-d’Armor.
Według danych na rok 1990 gminę zamieszkiwały 292 osoby, a gęstość zaludnienia wynosiła 23 osoby/km² (wśród 1269 gmin Bretanii Senven-Léhart plasuje się na 947. miejscu pod względem liczby ludności, natomiast pod względem powierzchni na miejscu 737.).